# Równina Urszulewska
Równina Urszulewska (315.16) – mezoregion fizycznogeograficzny stanowiący wschodnią część Pojezierza Chełmińsko-Dobrzyńskiego. Obejmuje sandr fazy poznańskiej zlodowacenia wiślańskiego. Na obszarze równiny znajdują się jeziora wytopiskowe, z których największym jest Jezioro Urszulewskie (293 ha, głębokość 6,2 m).
W środkowej części Równiny Urszulewskiej, znajdują się źródła rzeki Skrwy. Na północno-wschodnich obrzeżach regionu przepływa Wkra. Znaczna część regionu jest zalesiona (Lasy Lidzbarskie, Lasy Skrwileńskie).  Znajduje się tu Górznieńsko-Lidzbarski Park Krajobrazowy. 
Region bierze nazwę od wsi Urszulewo.